# Le troiane (film)
Le troiane (The Trojan Women) è un film del 1971 diretto da Michael Cacoyannis, presentato fuori concorso al 24º Festival di Cannes.
La pellicola è basata sull'omonima tragedia di Euripide.

## Trama
Intorno alla protagonista Ecuba, regina di Troia e vedova di Priamo, si radunano le donne sopravvissute alla guerra di Troia e destinate a divenire schiave dei condottieri greci vittoriosi. Tra le presenze più significative Cassandra, figlia di Priamo dalle doti  profetiche; Andromaca, vedova di Ettore e madre del piccolo Astianatte che verrà brutalmente assassinato dai vincitori; nonché la greca Elena, moglie infedele di Menelao e causa della guerra.

## Riconoscimenti
- 1973 - Kansas City Film Critics Circle Awards
  - Miglior attrice (Katharine Hepburn)